# Lazuri (okręg Sălaj)
Lazuri – wieś w Rumunii, w okręgu Sălaj, w gminie Valcău de Jos. W 2011 roku liczyła 236 mieszkańców.